# Piotrkówek (Niemcza)

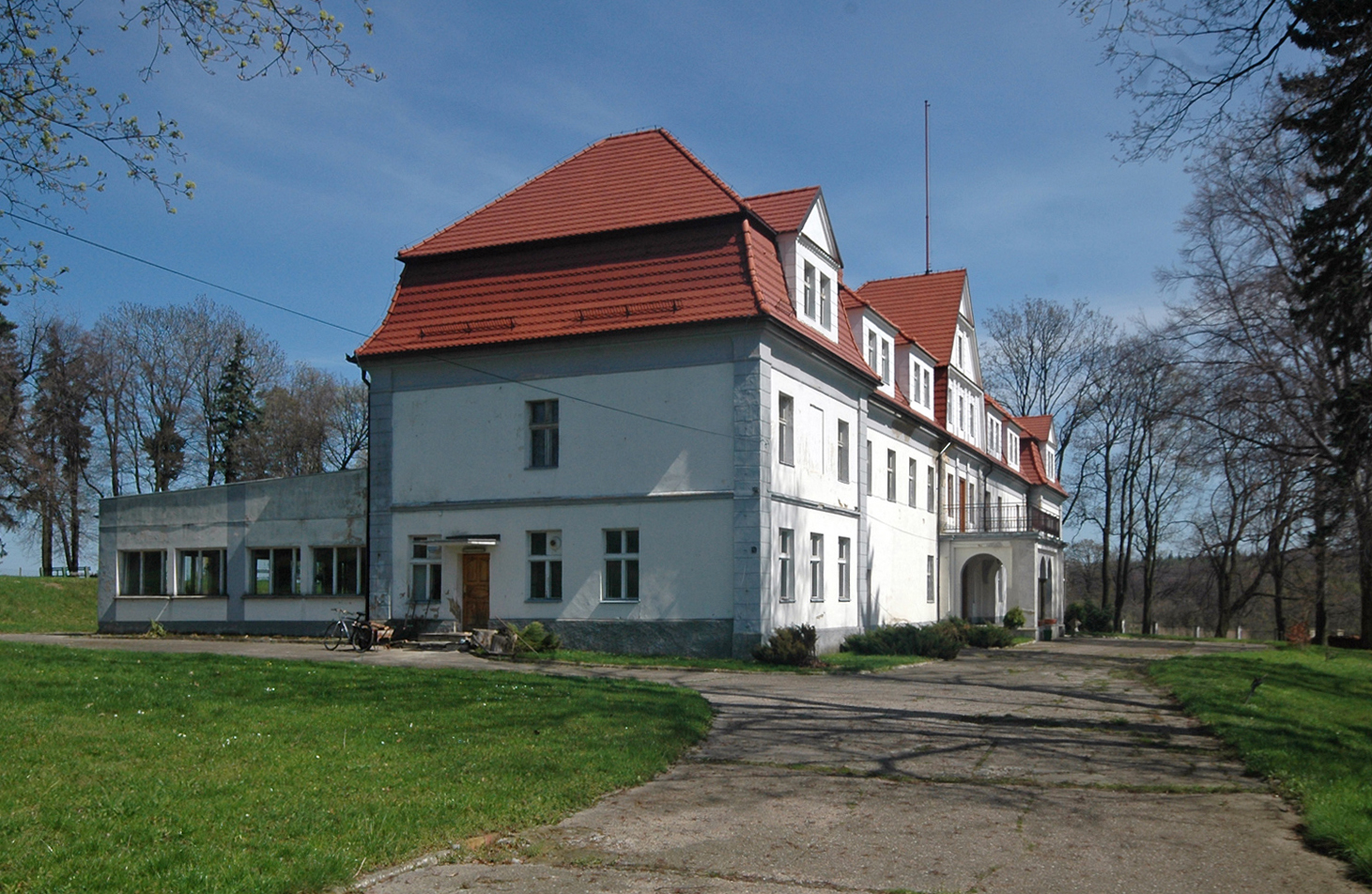
Schloss Petersrode

Piotrkówek (deutsch Petersrode in Schlesien, früher Petrikau) ist ein Stadtteil von Niemcza (Nimptsch) im Powiat Dzierżoniowski (Kreis Reichenbach) der Woiwodschaft Niederschlesien in Polen.

## Geschichte
Die Ersterwähnung erfolgte 1264 als Petricowicz von einem Ritter Dirseco zu deutschem Recht ausgesetzt wurde. Territorial gehörte es zum piastischen Herzogtum Brieg das ein Lehen der Krone Böhmens war. Es wurde von den Schlesischen Piasten regiert und fiel nach dem Tode Herzog Georg Wilhelm I. 1675 durch Heimfall an den böhmischen Landesherrn.
Nach dem Ersten Schlesischen Krieg 1742 wurde Petrikau mit dem größten Teil Schlesiens von Preußen erobert. Die alten Verwaltungsstrukturen wurden aufgelöst und Petrikau in den Kreis Nimptsch eingegliedert. 1783 besaß Petrikau Sophie Charlotte von Schickfuß und bestand aus einem Vorwerk, einer Wassermühle, elf Gärtnern und 13 Einwohnern. 1845 zählte Petrikau im Besitz des Moritz Graf von Zedlitz-Trützschler 24 Häuser, ein herrschaftliches Schloss und Vorwerk, 161 Einwohner (33 katholisch), evangelische und katholische Kirche zu Nimptsch, eine Wassermühle, zwei Handwerker und sechs Händler. Seit 1874 war Petrikau Sitz eines gleichnamigen Amtsbezirkes. Zum 1. Oktober 1932 wurde der Landkreis Nimptsch aufgelöst und Petrikau dem Landkreis Reichenbach zugeteilt. Vor 1945 erfolgte die Umbenennung in Petersrode. 
Als Folge des Zweiten Weltkriegs fiel Petersrode mit dem größten Teil Schlesiens 1945 an Polen. Nachfolgend wurde es in Piotrkówek umbenannt. Die deutsche Bevölkerung wurde – soweit sie nicht schon vorher geflohen war – vertrieben. Die neu angesiedelten Bewohner stammten teilweise aus Ostpolen, das an die Sowjetunion gefallen war. Piotrkówek ist heute ein Stadtteil von Niemcza.

## Sehenswürdigkeiten
- Schloss Petersrode[5]